# Kükürtlü, Horasan
Kükürtlü là một xã thuộc huyện Horasan, tỉnh Erzurum, Thổ Nhĩ Kỳ. Dân số thời điểm năm 2011 là 567 người.